# Johann Bayer
Johann Bayer (Rain, 1572 – 7 de Março de 1625) foi um astrónomo e advogado alemão. Nasceu em Rain, Baviera em 1572. Começou os seus estudos de filosofia em Ingolstadt, em 1592, e mudou-se para Augsburgo, para trabalhar como advogado. O seu interesse pela astronomia começou durante a sua estadia em Augsburgo. Finalmente se converteu no assessor legal do conselho da cidade de Augsburgo em 1612 e morreu em 1625.
Bayer é mais famoso pelo seu atlas estelar Uranometria, publicado em 1603 e que foi o primeiro atlas a cobrir toda a esfera celeste. Este trabalho introduziu um novo sistema para designar as estrelas, usando a notação grega e latina, que se tornou conhecido com nomenclatura, ou designação, de Bayer. A maioria das notações atribuídas por Bayer e por astrónomos posteriores que adoptaram o seu sistema permanece em uso até aos dias de hoje.
A cratera Bayer na Lua foi nomeada em sua honra.

## Obras publicadas
1. Johann Bayer, Uranometria, Archival Facsimiles, Limited, 1987 ISBN 1-852-97021-9
2. Ioannis Bayeri Rhainani I.C. Uranometria Livro Biblioteca Linda Hall
3. Ioannis Bayeri Rhainani I.C. Uranometria -cartographic material- : omnium asterismorum continens schemata, nova methodo delineata, aereis laminis expressa. 1603. Livro - Biblioteca Nacional da Austrália